# Ongelijkheid van Cauchy-Schwarz
De ongelijkheid van Cauchy-Schwarz, ook bekend als de ongelijkheid van Schwarz, de ongelijkheid van Cauchy of de ongelijkheid van Cauchy-Bunyakovski-Schwarz, is een stelling uit de lineaire algebra en de wiskundige analyse die stelt dat het inwendige product van twee vectoren van gegeven lengte absoluut gezien maximaal is als de vectoren in elkaars verlengde liggen. De ongelijkheid geldt in iedere inwendig-productruimte. Dit wordt geformuleerd als: het kwadraat van het inwendige product van twee willekeurige vectoren {\displaystyle x} en {\displaystyle y} is ten hoogste gelijk aan het product van de inwendig producten van {\displaystyle x} met zichzelf en {\displaystyle y} met zichzelf. In formule:
{\displaystyle |\langle x,y\rangle |^{2}\leq \langle x,x\rangle \cdot \langle y,y\rangle }.
Als {\displaystyle x} en {\displaystyle y} in elkaars verlengde liggen, dus als
{\displaystyle y=\lambda x},
is inderdaad zoals boven genoemd:
{\displaystyle |\langle x,y\rangle |^{2}=|\lambda |^{2}\langle x,x\rangle =\langle x,x\rangle \langle \lambda x,\lambda x\rangle =\langle x,x\rangle \langle y,y\rangle }.
De ongelijkheid bestaat ook in een andere vorm die gebruikmaakt van de door het inproduct geïnduceerde norm van de vectoren. Daartoe trekt men de wortel uit beide zijden van bovenstaande ongelijkheid:
{\displaystyle |\langle x,y\rangle |\leq \|x\|\cdot \|y\|}
De ongelijkheid van Cauchy-Schwarz is genoemd naar Augustin Louis Cauchy en Hermann Amandus Schwarz.

## Bewijs
Omdat de ongelijkheid triviaal waar is voor {\displaystyle y=0}, mogen we aannemen dat {\displaystyle \langle y,y\rangle } niet-nul is. Voor elk complexe getal {\displaystyle \lambda } geldt dan:
{\displaystyle 0\leq \langle x-\lambda y,x-\lambda y\rangle =\langle x,x\rangle -\lambda \langle y,x\rangle -{\overline {\lambda }}\langle x,y\rangle +|\lambda |^{2}\langle y,y\rangle }
Door de keuze
{\displaystyle \lambda ={\frac {\langle x,y\rangle }{\langle y,y\rangle }}}
krijgt men:
{\displaystyle 0\leq \langle x,x\rangle -{\frac {|\langle x,y\rangle |^{2}}{\langle y,y\rangle }}}
of anders geschreven:
{\displaystyle |\langle x,y\rangle |^{2}\leq \langle x,x\rangle \cdot \langle y,y\rangle }
of equivalent met de geïnduceerde norm:
{\displaystyle {\big |}\langle x,y\rangle {\big |}\leq \left\|x\right\|\left\|y\right\|}

## Bijzondere gevallen
- De oorspronkelijke ongelijkheid van Cauchy had betrekking op het canonieke inproduct in een eindigdimensionale euclidische ruimte. Voor eindige rijen reële of complexe getallen {\displaystyle (x_{i})} en {\displaystyle (y_{i})} wordt de formulering:

{\displaystyle {\big |}\sum x_{i}y_{i}{\big |}^{2}\leq \sum |x_{i}|^{2}\sum |y_{i}|^{2}}
De ongelijkheid blijft voor oneindige rijen gelden, die kwadratisch absoluut sommeerbaar zijn.
- Voor kwadratisch lebesgue-integreerbare functies {\displaystyle f} en {\displaystyle g} luidt de ongelijkheid

{\displaystyle \left|\int fg\right|^{2}\leq \int |f|^{2}\int |g|^{2}}
- Het geval dat {\displaystyle p=q=2} geeft in de ongelijkheid van Hölder {\displaystyle \|fg\|_{1}\leq \|f\|_{p}\ \|g\|_{q}} een vorm van de ongelijkheid van Cauchy-Schwarz.

## Driehoeksongelijkheid
In het bovenstaande gingen we er steeds van uit dat een inproduct een norm bepaalt. Om echter te weten dat het voorschrift
{\displaystyle \|x\|={\sqrt {\langle x,x\rangle }}}
wel degelijk een norm definieert, moest de driehoeksongelijkheid geverifieerd worden. Dit kan eenvoudig aan de hand van de ongelijkheid van Cauchy-Schwarz door het inproduct van {\displaystyle x+y} met zichzelf uit te werken.

## Websites
- MathWorld. Schwarz's Inequality.